# 山西经济日报
《山西经济日报》创刊于1985年7月15日，是由山西日报报业集团主办的全省惟一的经济类大报。《山西经济日报》先后经过两次改版。